# 人々 (クルアーン)
人々（アン・ナース、アラビア語: سورة الناس）とは、クルアーンにおける第114番目（最後）の章（スーラ）。6の節（アーヤ）から成る。井筒俊彦訳では「人間」章となっており、井筒の弟子に当たる牧野信也も「人間」章としている（第76章との章名の重複）。クルアーンの最後の章であるが最後の啓示というわけではなく、啓示された時期としてはむしろ最初期のものの一つである。
第112 - 114章の最後の3章は「ムアウウィザート」と総称される。中でも、第113, 114章は「お縋り申す」の句で始まるため「お守りの章」もしくは双数形で「ムアウウィザターン（神に保護を求める2句）」と呼ばれており、病気の際や就寝前に唱えると功徳があるとされ大衆的な信仰においても実践されている。また、この2つの章は非常に短い祈祷文や呪文のような性質を持ったスーラであったため、ウスマーン版公定クルアーン制定以前のイブン・マスウード版ではクルアーンに含まれていなかった。

## 内容
人々に囁きかける悪しき人や精霊（ジン）の引き起こす災厄から逃れ、人々の王であるアッラーに縋るのだということを述べている非常に短い章である。冒頭の「お縋り申す (aʿūḏu)」は開端章第5節の「救いを求める (iyā-ka nasta'īn)」と同義であるが、iyā-ka nasta'īnが理性的な含意を持つ語句であるのに対してaʿūḏuは感情的な含意をもつ語句であり、神憑り状態の巫者のようなシャーマニズム的なお告げの形態を取っている。
第4節から5節にかけて書かれる「囁き」はアラビア語において習慣的な意味合いを持っており、井筒俊彦はそれを夜の闇の中から湧き出て来る超自然的な呪詛のようなものであるとしている。アラブの世界におけるジンには善良な者もいれば悪しき者もいるが、第6節に書かれるジンは人々を祟る悪しき危険なものであり、リチャード・ベルはこれをイスラームにおいてサタンに相当するイブリースによるそそのかしであるとしている。